# Michel Coulon
Michel André Raoul Ghislain Coulon (* 12. Januar 1947 in Jamioulx (Provinz Hainaut); † 16. April 2023 in Ham-sur-Heure-Nalinnes) war ein belgischer Radrennfahrer.

## Sportliche Laufbahn
Coulon war im Straßenradsport aktiv. Er war Teilnehmer der Olympischen Sommerspiele 1968 in Mexiko-Stadt. Im Mannschaftszeitfahren kam Belgien mit Michel Coulon, Frans Mintjens, Marcel Grifnée und Englebert Opdebeeck auf den 20. Platz.
1967 konnte er den Gesamtsieg im Etappenrennen Ster van Henegouwen mit einem Tageserfolg erringen. In der Tour de l’Avenir 1968 holte er einen Etappensieg. Er wurde Fünfter und damit bester Belgier im Endklassement.
1968 wurde er nach Olympia Berufsfahrer im Radsportteam Flandria-De Clerck und blieb bis 1973 als Radprofi aktiv. Die Tour de France fuhr er viermal. 1969 wurde er 74., 1970 85., 1972 und 1973 schied er aus. In der Vuelta a España 1972 schied er aus. In der Tour de Suisse 1970 wurde Coulon 13. der Gesamtwertung.